# Fire (singel BTS)
„Bultaoreune (FIRE)” (kor. 불타오르네 (FIRE)) – koreański singel południowokoreańskiej grupy BTS, wydany cyfrowo 2 maja 2016 roku w Korei Południowej.
Razem z singlami „EPILOGUE: Young Forever” i „Save ME” promował płytę The Most Beautiful Moment in Life: Young Forever. Singel sprzedał się w Korei Południowej w nakładzie 857 012 egzemplarzy (stan na luty 2017).
Japońska wersja tego utworu, pt. „Burning Up (FIRE)”, pojawiła się na kompilacji Kayōnenka Young Forever.

## Lista utworów
| Nr | Tytuł                                         | Słowa                                                   | Kompozycja | Czas |
| -- | --------------------------------------------- | ------------------------------------------------------- | ---------- | ---- |
| 1. | "Bultaoreune (FIRE)" (kor. 불타오르네 (FIRE)) | Pdogg, "Hitman" Bang, Rap Monster, Suga, Devine Channel | Pdogg      | 3:23 |

## Notowania
| Lista                       | Najwyższa pozycja |
| --------------------------- | ----------------- |
| Gaon Weekly Digital Chart   | 7                 |
| Gaon Weekly Download Chart  | 9                 |
| Gaon Yearly Download Chart  | 77                |
| Gaon Weekly Streaming Chart | 21                |
| Gaon Weekly BGM Chart       | 9                 |